# Sword of Mana
Sword of Mana (新約 聖剣伝説?, Shinyaku Seiken Densetsu) è un action RPG pubblicato nel 2003 da Square Enix per Game Boy Advance.
Il videogioco è un remake di Mystic Quest, primo titolo della serie Mana.